# Verena Zimmermann (Schauspielerin, 1979)
Verena Zimmermann (* 7. November 1979 in Köln) ist eine deutsche Schauspielerin.

## Leben
Verena Zimmermann durchlief eine Schauspiel-Ausbildung in Köln und Berlin. Zimmermann spielte unter anderem in St. Angela, Die Wache sowie Die Nesthocker mit. Größere Bekanntheit erhielt sie durch ihre Hauptrollen in den Daily-Soaps Verbotene Liebe und Unter uns. Außerdem war sie vom 17. Februar 2009 (Folge 789) bis 27. Mai 2009 (Folge 850) als Boutiquenbesitzerin Sonja Felder in Sturm der Liebe zu sehen.
Zimmermann lebt in ihrer Heimatstadt Köln und ist seit Dezember 2010 mit dem Unternehmer Dino Bonato verheiratet, arbeitet jedoch weiterhin unter ihrem Geburtsnamen Verena Zimmermann. Zimmermann hat zwei Kinder, geboren im Januar 2012 beziehungsweise Dezember 2015.

## Filmografie (Auswahl)
- 1997–1999: Unter uns
- 2000–2001: St. Angela
- 2001: Herzschlag
- 2001: Die Wache
- 2002: Nesthocker – Familie zu verschenken – Dreiergespann
- 2002: Küstenwache – Absturz in den Tod
- 2002: Alarm für Cobra 11
- 2002–2015: Verbotene Liebe
- 2004: Hexenjagd
- 2004: Zaubertot
- 2006: Unser Charly – Charly und das blaue Buch
- 2006: WC-Besetzt
- 2008: 112 – Sie retten dein Leben
- 2008–2009: Sturm der Liebe
- 2010: Der Landarzt – Schlechte Gewohnheiten
- 2010: Lady Pochoir
- 2011: Geister all inclusive
- 2014: Jojo sucht das Glück
- 2020: Alles was zählt

## Auszeichnungen
- 2011: Nominierung für den German Soap Award – Beste Darstellerin Daily Soap